# Агдашский район
Агда́шский райо́н (азерб. Ağdaş rayonu) — район в центральном Азербайджане. Административный центр — город Агдаш.

## Этимология
Название района происходит от названия районного центра, города Агдаш. Топоним «Агдаш» происходит от рода Агдаш тюркского-огузского племени афшаров.

## История
Район образован 8 августа 1930 года. 8 октября 1943 года 5 сельсоветов Агдашского района были переданы в новый Халданский район. 4 декабря 1956 года к Агдашскому району была присоединена часть территории упразднённого Халданского района.

### Экономика
В период Азербайджанской ССР в районе было развито преимущественно сельское хозяйство. Увеличивались обороты хлопководства. На 1975 год в районе действовало 30 колхозов и 3 совхоза. Количество пригодных земель составляло 53,1 тыс. гектар. Из них 29,9 тыс. гектар пахотных земель, 1,6 тыс. гектар земель, выделенных под многолетние растения, 1,4 тыс. гектар, выделенных под сенокос, 19,6 тыс. гектар пастбищ. Из 29,9 тыс. гектар 48 % было выделено под зерновые и зернобобовые культуры, 26 % под технические культуры, а именно — хлопок, 2 % под овощи и картофель, 24 % под кормовые культуры. Выращивались фрукты. В совхозах и колхозах района содержалось 20,3 тыс. голов крупного рогатого скота.
В 1975 году хозяйствами района государству было продано 18,7 тыс. тонн зерна, 11,8 тыс. тонн хлопка, 141,6 тыс. тонн коконов шелкопряда.
В районе находились хлопкоочистительный завод, завод оцинкованной посуды, молокозавод, районный отдел треста «Азсельхозтехника», комбинаты местной промышленности и бытового обслуживания. Имелось лесное хозяйство.

## География
Район граничит на севере с Шекинским, на северо-востоке с Огузским, на востоке с Габалинским, Гёйчайским и Уджарским, на юго-востоке с Зердабским, на юго-западе с Бардинским и на западе с Евлахским районами.
Расстояние до Баку — 249 км.
Агдашский район расположен северо-востоке Ширванской равнины и юге Аджиноурского предгорья. Рельеф района преимущественно низменный, на севере района — гористый (Боздагский хребет, высота до 700 метров). Территория района на низменности образована из антропогенных, на гористой местности — из неогенных отложений. 

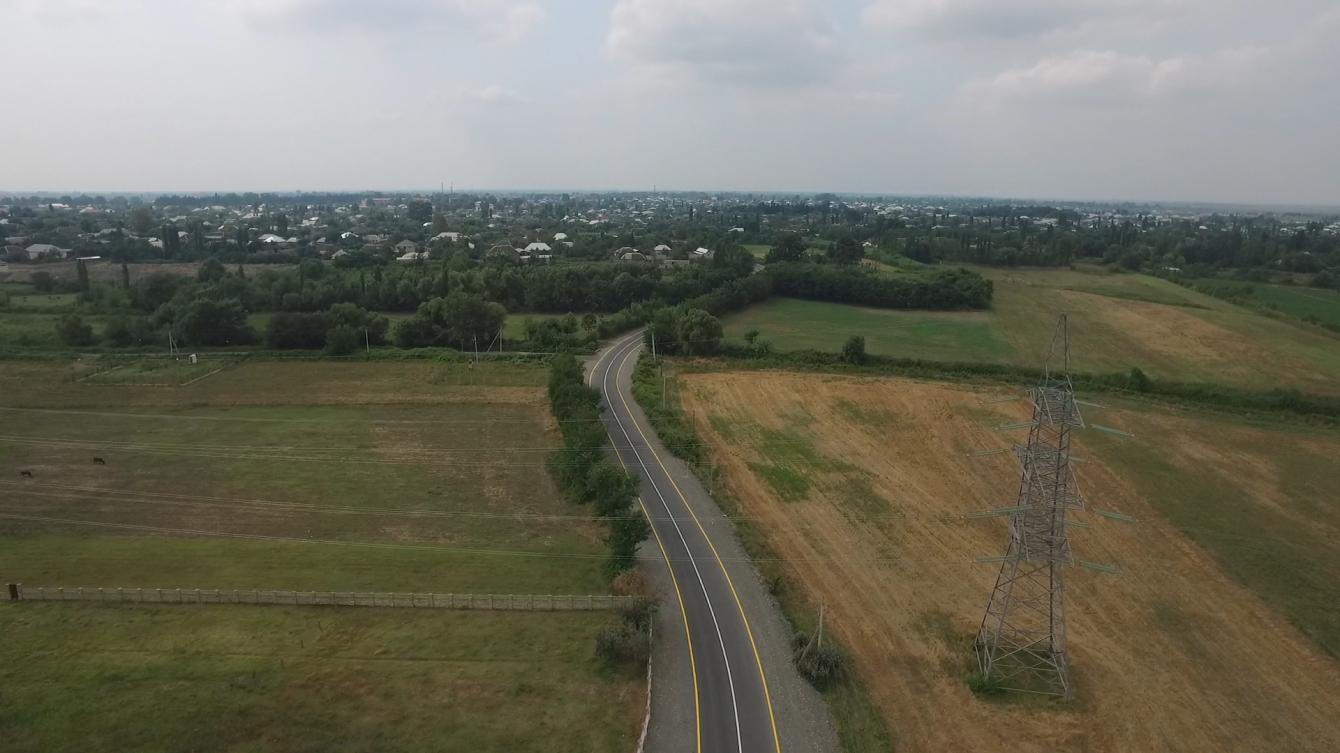
Агдашский район Октябрь 2019

На территории района распространены преимущественно серо-луговые почвы. Растения степного и полупустынного типа. На берегу Куры распространены тугайные леса, на севере, в Турианчайском заповеднике произрастают редкие аридные леса из можжевельника и мастикового дерева. Ландшафт полупустынный и сухой степной.
Из животных на территории района обитают волки, лисы, кабаны. Из птиц — турачи, куропатки, грифы, фазаны. В Агдашском районе обитают такие пресмыкающиеся, как гюрзы и агамы.
Климат умеренный жаркий, сухой субтропический. Средняя температура в январе 1,2 — 1,4°С, в июле 25 — 27°С. Среднегодовой уровень осадков — 300—450 мм.
Через Агдашский район протекает река Турианчай. Вдоль северо-западной границы протекает Кура. В районе начинается Главный Ширванский коллектор. На реке Турианчай образован гидроузел.

## Население
| Год      | 1939   | 1959   | 1970   | 1976   | 1979   | 1989   | 1991   |
| -------- | ------ | ------ | ------ | ------ | ------ | ------ | ------ |
| тыс. чел | 58 064 | 40 446 | 60 172 | 64 900 | 67 920 | 74 466 | 76 200 |

| Год      | 1999   | 2009   | 2013    | 2014    | 2015    | 2017    | 2018    |
| -------- | ------ | ------ | ------- | ------- | ------- | ------- | ------- |
| тыс. чел | 89 214 | 98 599 | 103 300 | 104 400 | 106 700 | 107 900 | 109 900 |

| Год      | 2019    | 2020    | 2021    | 2022    |
| -------- | ------- | ------- | ------- | ------- |
| тыс. чел | 104 000 | 104 900 | 105 500 | 106 300 |

В 1976 году плотность населения составляла 61,9 человек на км². В 2017 году эта цифра составила 106 человек на км².
На 2009 год 66,6 % населения проживало в сёлах.
На 1 января 2023 года в районе проживает 106 326 чел. Из них 53 167 мужчин (50,004 %), 53 159 женщин (49,996 %). Городское население — 34 150 чел. (32,12 %), сельское — 72 176 чел. (67,88 %). Плотность населения составляет 104 чел. на км2.

## Административное устройство
В Агдашском районе действует 26 муниципалитета:
| #  | Муниципалитеты                                 | Селы                                                                  | Население (2019) |
| -- | ---------------------------------------------- | --------------------------------------------------------------------- | ---------------- |
| 1  | Агдашский городской муниципалитет              | г. Агдаш                                                              | 25 345           |
| 2  | Кюкельский сельский муниципалитет              | с. Араб, с. Гюшун, с. Кюкель                                          | 3770             |
| 3  | Арало-Хосровский сельский муниципалитет        | с. Арал Первый, с. Арал Второй, с. Садават, с. Хосров                 | 3751             |
| 4  | Шамсабадский сельский муниципалитет            | с. Караган Саатлы, с. Тофики, с. Шамсабад, с. Эмирмахмуд              | 456              |
| 5  | Юхары-Касильский сельский муниципалитет        | с. Булаготагы, с. Караган Саади, с. Караган Шыхляр, с. Юхары Касиль   | 456              |
| 6  | Гюльбендинский сельский муниципалитет          | с. Ашагы Касиль, с. Бейлик, с. Гюльбенда, с. Орта Касиль, с. Шордахна | 456              |
| 7  | Дахнахалилский сельский муниципалитет          | с. Ашагы Агджаязы, с. Дахнахалил, пгт. Турианчай, с. Юхары Агджаязы   | 456              |
| 8  | Колгатинский сельский муниципалитет            | с. Джува, с. Колгаты, с. Корарх                                       | 456              |
| 9  | Кошаковагский сельский муниципалитет           | с. Кошаковаг, с. Шекили                                               | 456              |
| 10 | Пиркекинский сельский муниципалитет            | с. Арабоджагы, с. Пиркекя                                             | 456              |
| 11 | Ашагы-Зейнаддинский сельский муниципалитет     | с. Ашагы Зейнаддин, с. Ениарх, с. Татлар                              | 456              |
| 12 | Мюрсалский сельский муниципалитет              | с. Карасукумлак, с. Мюрсал, Шихлы                                     | 456              |
| 13 | Нейметабад-Гариблинский сельский муниципалитет | с. Ашагы Нейметабад, с. Гарибли, с. Еникенд                           | 456              |
| 14 | Кобуустинский сельский муниципалитет           | с. Ашагы Кобуусти, с. Гаджылар, с. Кобуусти, с. Юхары Нейметабад      | 456              |
| 15 | Карадаглинский сельский муниципалитет          | с. Джюджюк, с. Карадаглы, с. Малай                                    | 456              |
| 16 | Кюрджувинский сельский муниципалитет           | с. Кюрджува, с. Пирагир                                               | 456              |
| 17 | Джардам-Котанархский сельский муниципалитет    | с. Джардам, с. Котанарх, с. Нехрахалил                                | 456              |
| 18 | Лякский муниципалитет                          | пгт. Ляки                                                             | 3507             |
| 19 | Гювекендский сельский муниципалитет            | с. Амирарх, с. Биналар, с. Гювекенд, с. Давудлу                       | 456              |
| 20 | Ениджинский сельский муниципалитет             | с. Ениджа                                                             | 1648             |
| 21 | Орта-Лякский сельский муниципалитет            | с. Орта Ляки, с. Юхары Ляки                                           | 456              |
| 22 | Ашагы-Лякский сельский муниципалитет           | с. Ашагы Ляки, с. Гапытлы, с. Овчулу                                  | 456              |
| 23 | Абадский сельский муниципалитет                | с. Абад                                                               | 1720             |
| 24 | Эймурский сельский муниципалитет               | с. Агджаковаг, с. Арабшеки, с. Карадеин, с. Эймур                     | 456              |
| 25 | Пиразинский сельский муниципалитет             | с. Агзыбир, с. Караоглан, с. Пираза                                   | 456              |
| 26 | Котаванский сельский муниципалитет             | с. Котаван, с. Хынахлы                                                | 1494             |
|    | Всего                                          |                                                                       | 75577            |

## Экономика
Район относится к Центрально-Аранскому экономическому району.
Действуют комбинат пищевых продуктов, кондитерская фабрика «Orelay», мукомольная фабрика «Damla», швейно-трикотажная компания «Arşınmalçı», Кюкельский кирпичный завод, хлопкоочистительный завод АООТ «Ağdaş-Pambıq». 

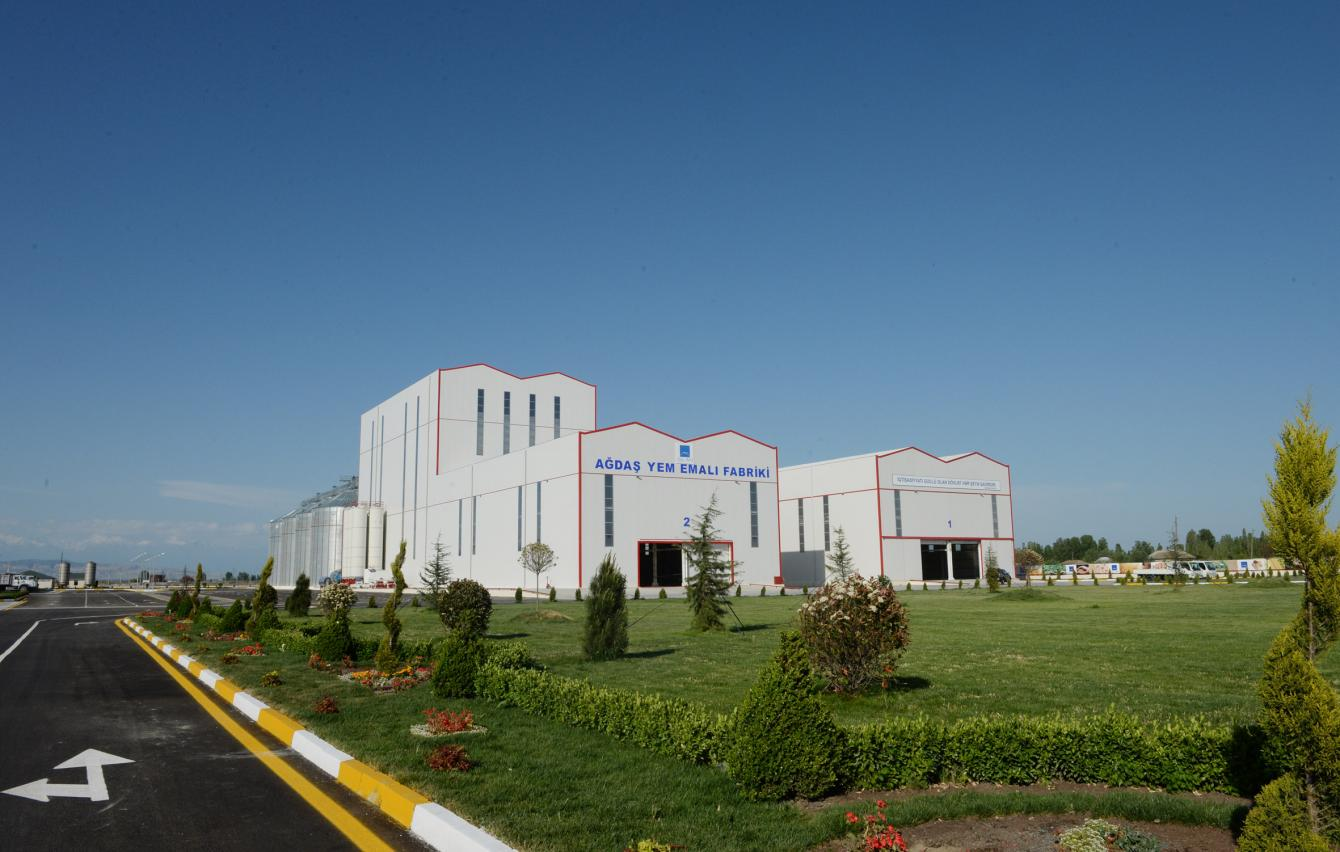
Гиланский кормоперерабатывающий завод Май 2014

1 мая 2014 года на территории села Биналар открыт кормоперерабатывающий завод АООО «Gilan Holding». Завод занимает площадь 8 гектар. Завод производит корм для птицеводческих и животноводческих хозяйств. На заводе действуют две фабрики. Мощность первой фабрики составляет 15 тонн прессованных кормов и 20 тонн открытых кормов в час, второй фабрики — 45 тонн прессованных кормов и 55 тонн открытых кормов в час. Мощность завода составляет 210 тыс. тонн кормов.
Добывается глина.
Через район проходят нефтепроводы Баку — Тбилиси — Джейхан и Баку — Супса, газопровод Баку — Эрзурум.

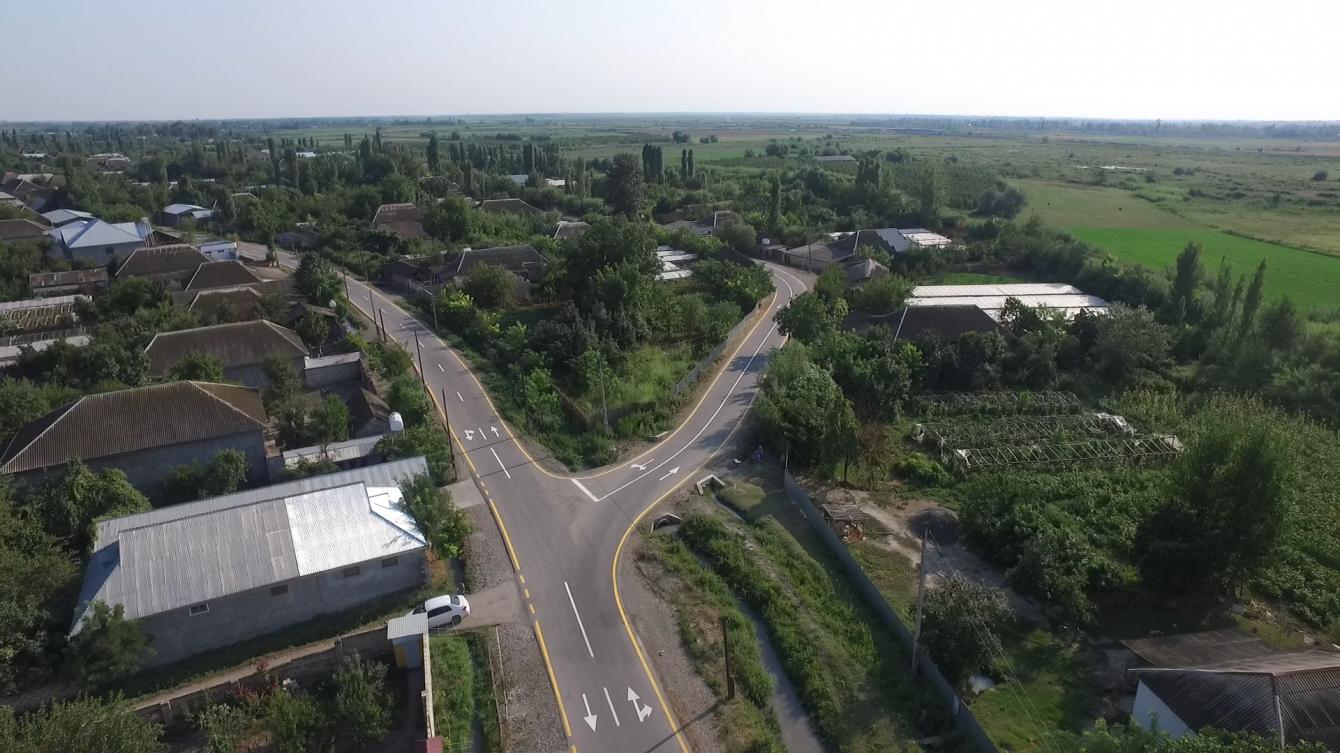
Агдашский район Октябрь 2019

### Сельское хозяйство
Район является преимущественно сельскохозяйственным. Развито хлопководство, животноводство, овощеводство, хлеборобство, шелководство.
Насчитывается 58,3 тыс. гектар плодородных земель. Из них 21,1 тыс. гектар выделены под пастбища, 33,3 тыс. гектар засеяно. 1,1 тыс. гектар выделена под фруктовые сады.
В 2018 году хлеборобы района получили более 1,8 тысячи тонн риса.

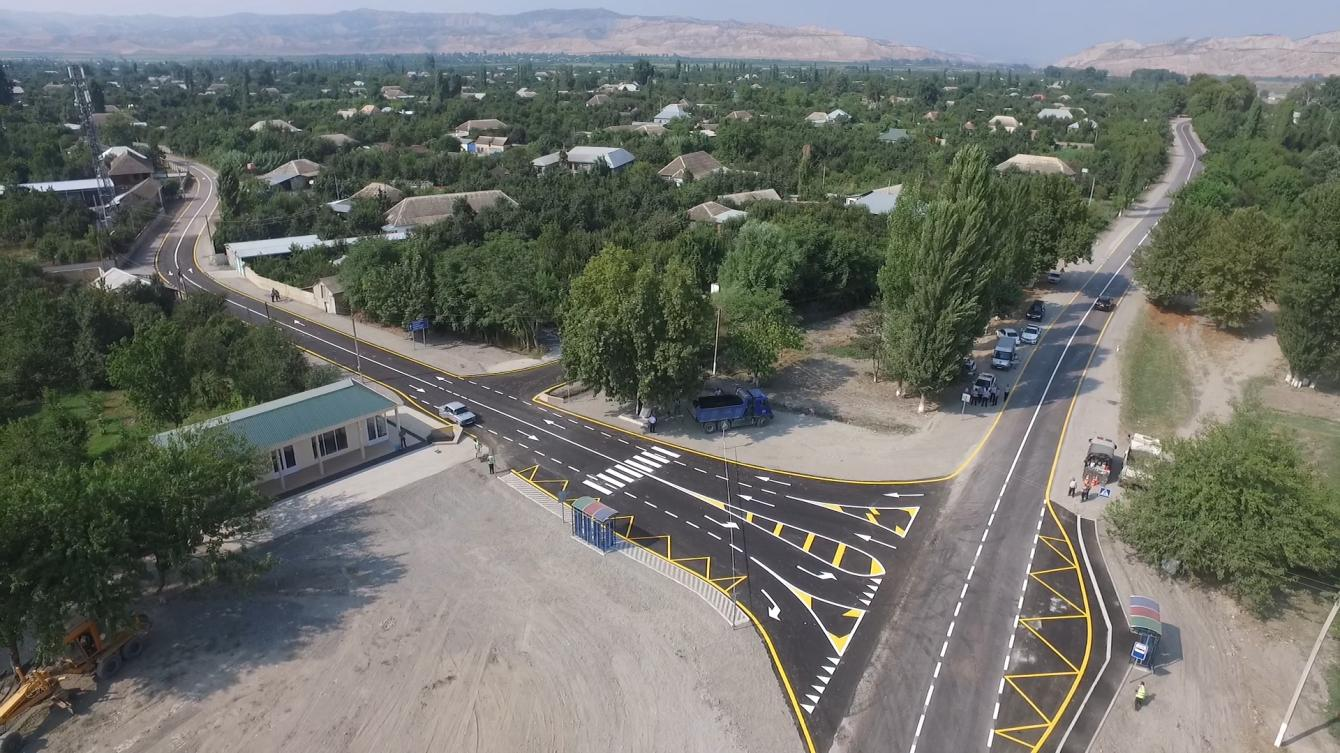
Агдашский район Октябрь 2019

| Год            | 2015   | 2018   | 2019   | 2020   | 2021   | 2022   |
| -------------- | ------ | ------ | ------ | ------ | ------ | ------ |
| Зерно          | 12 082 | 15 114 | 17 001 | 18 191 | 17 959 | 16 456 |
| Из них пшеница | 1 936  | 3 748  | 4 273  | 4 285  | 3 646  | 3 213  |
| Картофель      | 670    | 222    | 202    | 214    | 215    | 199    |
| Овощи          | 2 361  | 973    | 1 090  | 1 119  | 1 170  | 1 215  |
| Бахчевые       | 665    | 269    | 295    | 276    | 278    | 220    |
| Сады           | 2 587  | 3 054  | 3 097  | 3 186  | 3 414  | 3 559  |

|                | 2015   | 2018   | 2019   | 2020   | 2021   | 2022   |
| -------------- | ------ | ------ | ------ | ------ | ------ | ------ |
| Зерно          | 36 488 | 37 799 | 42 676 | 48 104 | 52 848 | 48 349 |
| Из них пшеница | 5 963  | 9 333  | 10 714 | 11 506 | 10 610 | 9 318  |
| Картофель      | 9 996  | 2 409  | 2 921  | 2 204  | 1 935  | 1 942  |
| Овощи          | 37 506 | 18 750 | 27 186 | 23 222 | 25 782 | 30 755 |
| Бахчевые       | 10 308 | 4 094  | 4 294  | 4 164  | 3 519  | 3 430  |
| Сады           | 24 329 | 30 043 | 33 405 | 34 354 | 35 071 | 38 761 |

| Год        | 2015 | 2018  | 2019  | 2020  | 2021  | 2022  |
| ---------- | ---- | ----- | ----- | ----- | ----- | ----- |
| Количество | 881  | 3 697 | 5 496 | 6 731 | 8 110 | 8 239 |

## Инфраструктура
Через район проходят автодорога Баку — Газах, железная дорога Баку — Тбилиси, электролиния Мингечевир — Баку.
Осуществляется поставка газа в 39 населенных пунктов.
Работают 3 водоочистных станции. В 34 селах пробурены артезианские колодцы.
На 2013 год 27 населенных пунктов района обеспечены телефонной связью.
На 2008 год в районе находилось 32 почтовых отделения.
Действует автомобильная дорога Голгати — Дехнехалил — Гошаговаг — Арабоджагы протяжённостью 33 км., охватывающая 10 населённых пунктов, автомагистраль Нехрахалил — Котанарх — Чардам — Тофиги —Шамсабад протяжённостью 27 км., охватывающая 7 населённых пунктов,  автомобильная дорога Ляки — Пирезе — Хынахлы протяжённостью 34 км., охватывающая 11 населённых пунктов.

Электрическая подстанция Агдаш Май 2014

Планируется строительство автомобильной дороги Орта Гесил — Шордахна — Гараган Шыхлар— Кукел —Араб — Икинджи Арал протяжённостью 40,5 км., охватывающей 16 населённых пунктов.
Для постоянного обеспечения населения электроэнергией действуют 5 подстанций и 277 трансформаторов.
1 мая 2014 года открыта 220-киловольтная подстанция «Агдаш».
| Год                     | 2015    | 2018    | 2019    | 2020    | 2021  | 2022    |
| ----------------------- | ------- | ------- | ------- | ------- | ----- | ------- |
| Общая площадь (тыс. м2) | 2 017,8 | 2 037,6 | 2 045,7 | 2 054,6 | 2 064 | 2 367,1 |

| Год             | 2015  | 2018  | 2019  | 2020  | 2021  | 2022  |
| --------------- | ----- | ----- | ----- | ----- | ----- | ----- |
| Количество (м2) | 8 173 | 7 098 | 8 103 | 8 935 | 9 418 | 9 974 |

## Образование
В районе на 2009 год находилось 30 дошкольных учреждений, 68 среднеобразовательных школы, в которых училось на тот момент 15885 учеников, средняя техническая и специальная школы, 2 музыкальных школы.
На 1 января 2023 года действуют 30 дошкольных учреждений, 68 общеобразовательных школ.

## Здравоохранение
На 1 января 2023 года в районе расположены 1 больница на 170 коек, 15 поликлиник. Работают 113 врачей, 564 средних медицинских работника.
Действуют 1 детская поликлиника, противотуберкулёзный диспансер, центр эпидемиологии и гигиены, 47 фельдшеро-акушерских пунктов.
На 2009 год в медицинских учреждениях района работало 165 врачей, 10 стоматологов, 689 средних медицинских работников, включая 241 акушера.

## Главы
Первые секретари районного комитета партии:
- Исмаил Катиб[азерб.]
- Мехти Мехтиев (1932—1934)
- Кязим Исмаилов (1940—?)
- Гахраман Сулейманзаде[азерб.] (1951—1957)
- Иса Магеррамов
- Фикрет Эфендиев[азерб.] (1965—1967)
- Айдын Рагимов (1967—?)
- Ислам Фарзалиев
- Халфа Ибрагимов[азерб.] (1974—?)
- Алмас Гаджиева (1978—1982)
- Агаш Бахышов (1982—?)
- Малахат Халилова (?—1987)
- А. Бахышов (1987—1988)
- Магомед Асадов (1988—1989)

С 1991
- Малахат Халилова (? — 4 июня 1992)[22]
- Вейис Мамедов (4 июня 1992 — )[22]
- Шахназ Алескерова (? — 24 августа 1993)[23]
- Фаиг Бахшалиев[азерб.] (24 августа 1993 — 1996)[23]
- Исмихан Шахмурадов (1996 — 2 мая 2002)[24]
- Рафиг Нифталиев[азерб.] (2 мая 2002 — 14 апреля 2012)[25][26]
- Тофиг Ибрагимов (14 апреля 2012 — 7 августа 2024)[27][28]
- Орхан Гусейнзаде (с 1 ноября 2024)[29]

## Культура
С января 1932 года издается общественно-политическая газета «Агдаш» (в 1932—1936 — «Памбыгчы», в 1936—1938 — «Агдаш памбыгчысы», в 1938—1966 — «Памбыг угрунда мубаризэ», в 1966—2003 годах — «Эмэк»).
В 1938 году на территории района начато вещание радио .
Действуют 49 домов культуры.
Действуют 70 библиотек на 368 900 книг, 3 музея, 1 парк.

## Достопримечательности
Между селами Араб и Кюкель расположены развалины крепости Сурхай (XVIII век), каравансарай в городе Агдаш (1883—84 года постройки), мечети Гаджи Османа, Кызылбашляр, Гаджи Исмаил, Гаджи Бэдэл, Гаджи Магомед-ага (все относятся к XIX веку), баня (XIX век), мавзолей Гаджи Садых Эфенди в селе Булаготагы (1902 года постройки).

## Известные уроженцы
- Алиев, Габиль — известный азербайджанский кеманчист, народный артист Азербайджана.
- Гейдаров, Ариф Назар оглы — бывший министр внутренних дел Азербайджанской ССР (1970—1978).
- Исаев, Хазар — чемпион мира в вольной борьбе (1986), серебряный призёр чемпионата мира 1987 года.
- Гасымов, Тофик Масим оглы — бывший министр иностранных дел Азербайджана (1992—1993).
- Набиев, Бекир Ахмед оглы — академик.
- Сафаров, Фарис Меджид оглы — Герой Советского Союза.
- Фикрет Годжа — азербайджанский поэт и писатель.
- Шейхзаде, Максуд — узбекский поэт и переводчик.